# Kento Masuda

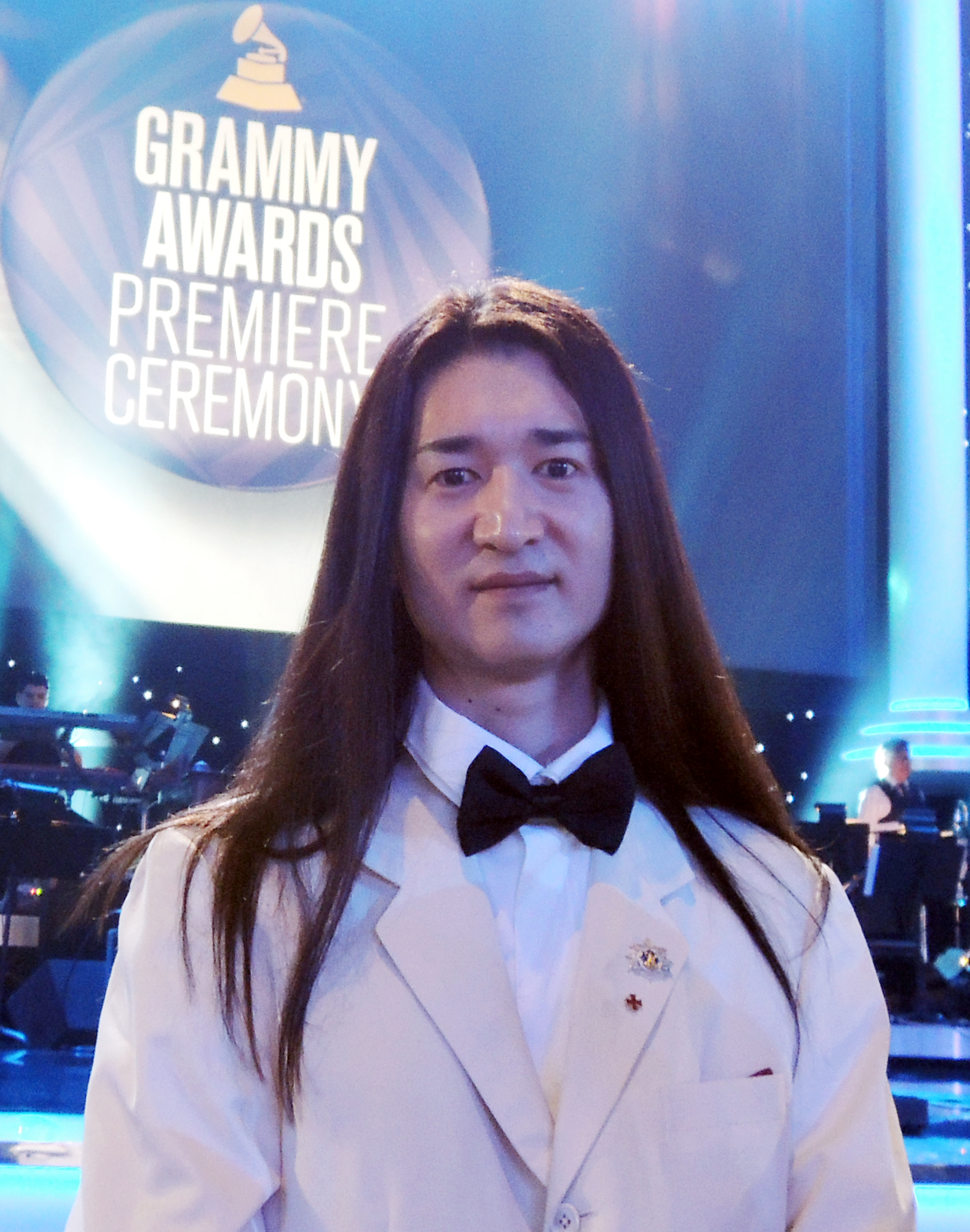
Kento Masuda bei der 57. Grammy Awards Ceremony 2015

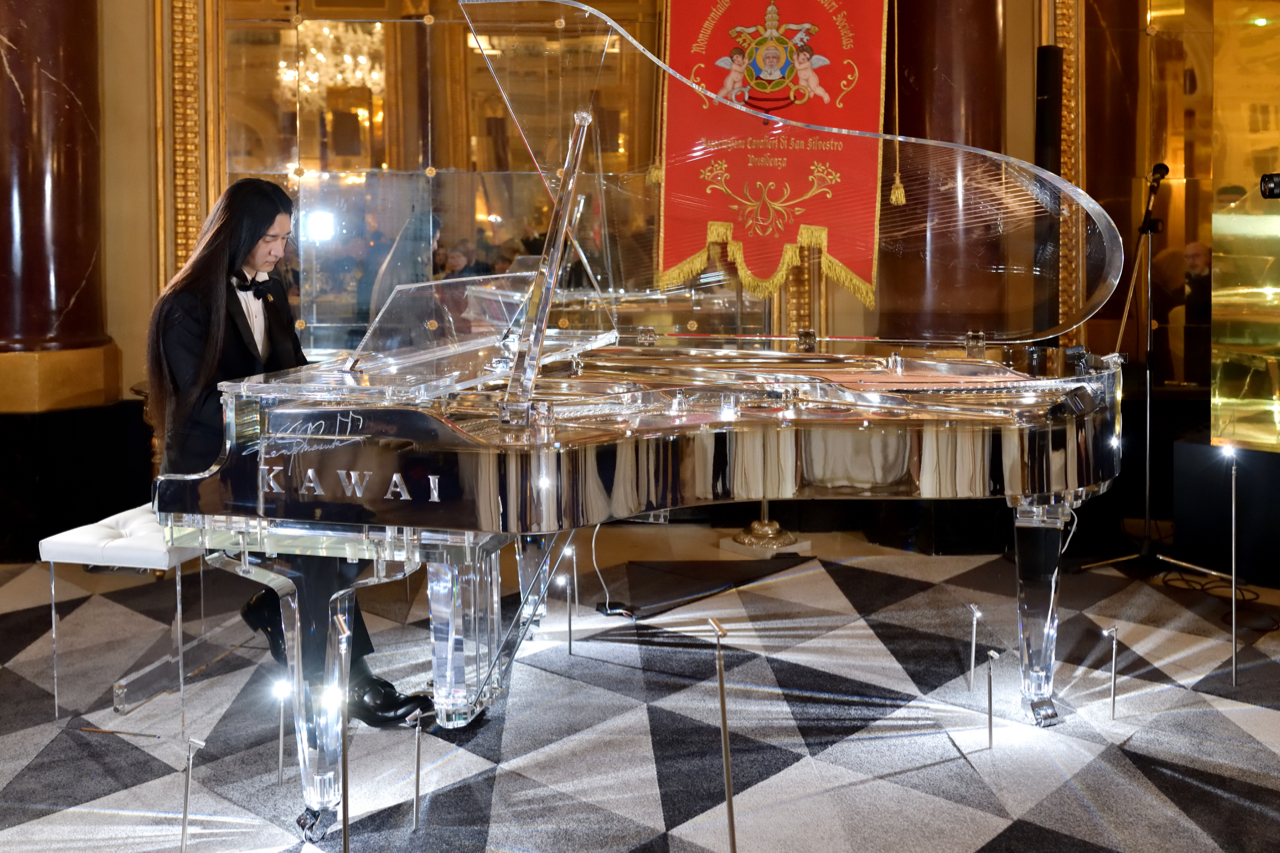
Kento Masuda bespielt sein Signature-Modell-Klavier KAWAI CR-1M.

Kento Masuda (japanisch 増田 顕人 Masuda Kento; Graf Maestro Don Kento Masuda * 29. Juni 1973 in Katori, Präfektur Chiba, Japan) ist ein japanischer, aber hauptsächlich in den USA wirkender Komponist und Musiker. Er ist Mitglied der National Academy of Recording Arts and Sciences (NARAS) und ein international führender Pianist von Kawai.

## Leben

### Frühe Jahre
Kento Masuda begann im Alter von 5 Jahren auf Tasteninstrumenten zu spielen. Er nahm an einer Reihe von Wettbewerben für talentierte junge Musiker teil und zog es stets vor, eigene Musik zu komponieren, anstatt Standard-Repertoires zu spielen. Den ersten Wettbewerb gewann Masuda mit 10 Jahren und bald folgten weitere Erfolge. So siegte er zum Beispiel beim Junior Original Competition of Yamaha Music Foundation.

### Frühe Musikkarriere
Im Alter von 17 Jahren wurde Masuda 1990 von Yamaha als Musiker eingestellt und absolvierte seine ersten öffentlichen Auftritte als professioneller Musiker. Er spielte klassische und moderne Kompositionen bei Veranstaltungen und Festakten und in den Yamaha-Räumlichkeiten in der Fifth Avenue in New York. Ein Jahr später veröffentlichte er sein erstes Album Wheel of Fortune. Von 1993 bis 1995 lebte Kento Masuda in New York City und arbeitete im Bereich der Musikproduktion.
In den 1990er-Jahren arbeitete Masuda musikalisch für Radiosendungen, Game-Entwickler und TV/CM-Musikdarbietungen in Tokio. Masuda komponierte, textete und arrangierte die Musik und spielte sie auf Tasteninstrumenten. Außerdem produzierte Masuda sein Soloalbum mit dem Titel Myojyo (von japanisch 明星 myōjō, „Morgenstern“), das am 19. Juni 1998 erschien. Bei diesem Debütalbum bediente er sich des Künstlernamens „Kent Masuda“. 1999 veröffentlichte Masuda Memories. Beide Alben erschienen auch in den USA.

### 2000er Jahre
Im Jahr 2000 gründete Masuda seinen eigenen Musikverlag und das Label „Kent on Music, Inc.“ (ASCAP) sowie das Produktions- und Aufnahmestudio „Externalnet“ in Tokio. Das 6. Album Hands erschien 2003. Für die erste Ausgabe dieses Albums verwendete Masuda den Künstlernamen „KENT“. Das Album wurde in Frankreich auf der Musikmesse MIDEM in Cannes vorgestellt und war auf dem europäischen Musikmarkt erfolgreich.
2005 unterschrieb Masuda einen Vertrag bei JPMC Records, einem Schweizer Label mit Sitz in New York, und wurde Mitglied der ASCAP (US-amerikanische Verwertungsgesellschaft für Musikprodukte). Seitdem bedient er sich keines Künstlernamens mehr, sondern tritt nur noch unter seinem richtigen Namen Kento Masuda auf. Sein 7. Album GlobeSounds, abgemischt durch den Grammy-nominierten Produzenten Charles Eller und durch Lane Gibson, erschien am 13. Juni 2006. Das Mastering von GlobeSounds erfolgte unter der Leitung von Bobby Hata.
Seine Kompositionen und Aufnahmen wurden von MTV, New Musical Express und BBC Music vorgestellt. 2009 schuf Masuda mehrere Musikvideos: „So We Are“, „Shine On“ (Dokumentarfilm), „Down to Earth“ für sein Album GlobeSounds sowie „Musical Notation and Concrete Poetry“ (mit dem portugiesischen Dichter Luís Adriano Carlos).

### 2010er Jahre

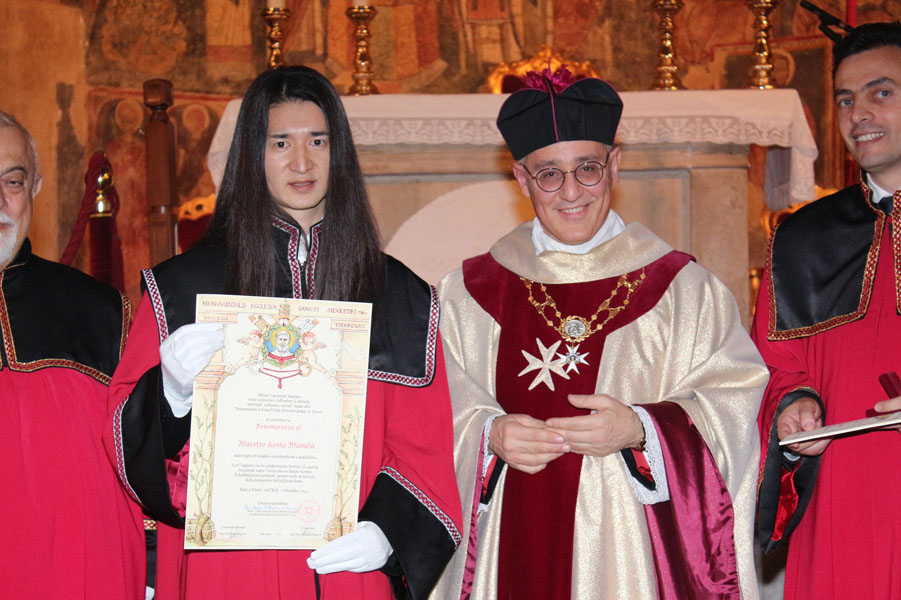
Kento Masuda mit Monsignore Luigi Francesco Can. Casolini di Sersale

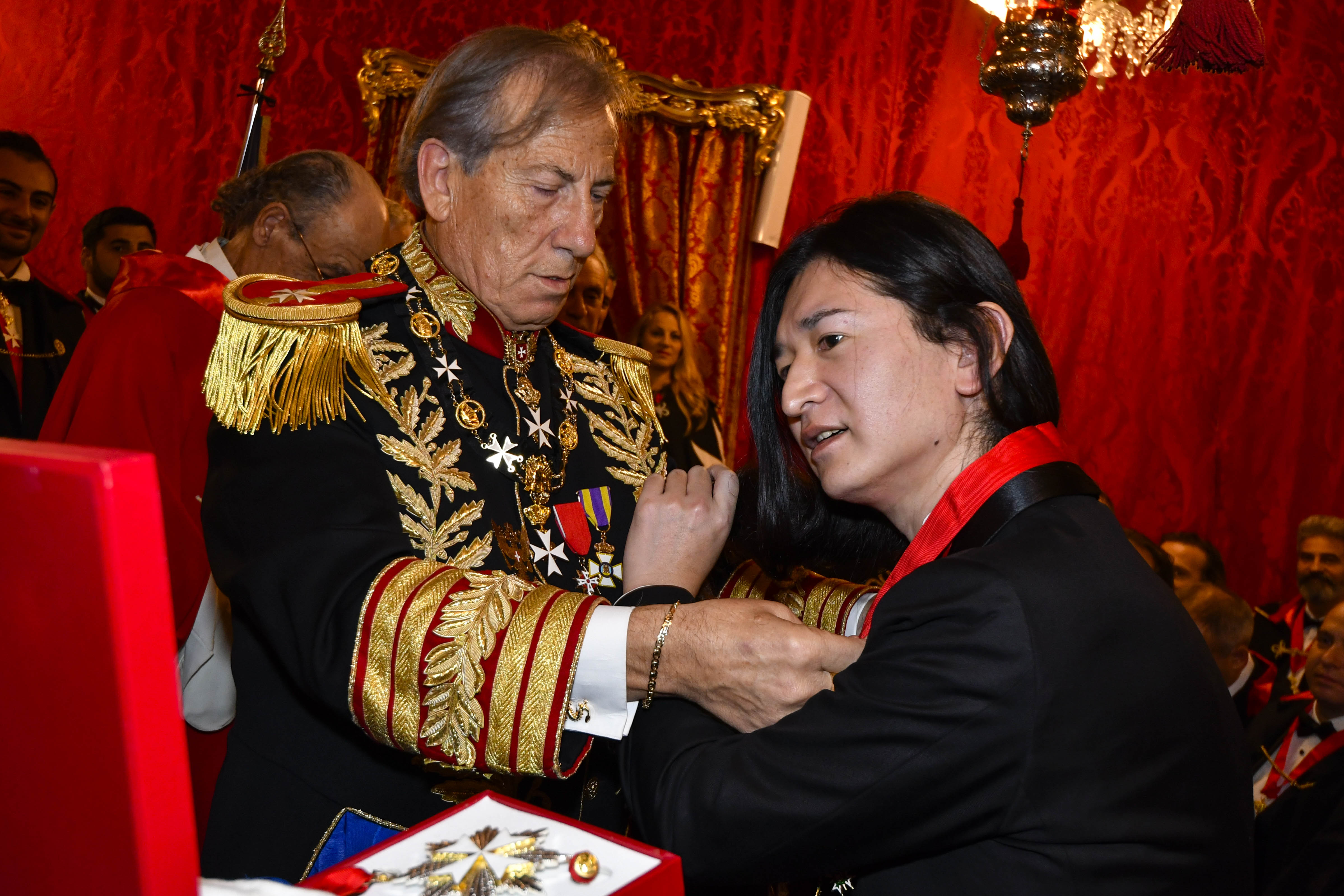
Kento Masuda mit Don Basilio Cali Rurikovich, Prinz von S.A.S

Masudas 8. Album Light Speed+ (2010) legte den Fokus besonders auf die Komposition. 2011 komponierte Masuda Musik für den Modedesigner Yohji Yamamoto zu dessen Präsentationen bei der Modeschau Femme Autumn/Winter 2011–2012 Paris Fashion Week die Stücke Hands und Little Tokyo Poetry. Die beiden Künstler arbeiteten danach auch bei der Produktion von Masudas Kurzmusikfilm Godsend Rondo (Regie Tomo Oya) in Hokkaidō zusammen und diese Arbeit brachte zahlreiche Auszeichnungen. In diesem Film zeigt sich Masuda mit Kleidungsstücken aus Yamamotos Prêt-à-porter-Kollektion.
2012 erschien Masudas erstes Klaviersoloalbum und Klavierbuch All in the Silence. Danach trat Masuda zweimal live im Konzertsaal Musicasa Acoustic Concert Hall in Tokio auf (Force in the Silence und Force in the Silence 2). Dabei spielte er klassische Stücke und Glanznummern aus seiner musikalischen Laufbahn.
2014 veröffentlichte Kento Masuda sein 10. Album, Loved One, an dessen Produktion der mit mehreren Preisen ausgezeichnete Producer Gary Vandy beteiligt war. An den Aufnahmen waren die Musiker Paul Messina (Flashpoint) und Kevin Marcus Sylvester (Black Violin) beteiligt.
Am 14. November 2014 gab Masuda zusammen mit der japanischen Singer-Songwriterin Hiroko Tsuji, Harfenistin Fabius Constable, Sopran Donat Bortone und dem libanesischen Lautenspieler Ghazi Makhoul ein multikulturelles Konzert unter dem Titel 5 Elements, Live im Casa Dei Diritti in Mailand, Italien.
Am 5. Juli 2017 erhielt Kento Masuda einen Artisan World Festival Peace International Initiative „Music, Performance & Humanitarian'“ Award von der H.R.H. Prinzessin Angelique Monét der Vereinten Nationen (Weltfrieden & Toleranzgipfel & Konzert) Hamptons bei den Vereinten Nationen in New York City.
Im Jahr 2018 komponierte Kento Masuda ein klassisches Marschstück, zu dessen Ehren ihn eine kaiserliche Hoheit bat, es zu schreiben. Aufgrund des einzigartigen Ereignisses erhielt Masuda 2016 auch den Titel eines Grafen aus der Dynastie des Rurikordens.
Masuda nahm am 10. Februar 2019 an den 61. Grammy Awards zusammen mit dem schwedischen Popstar Elsa Andrén teil.
Am 11. Mai trat Kento Masuda beim Galakonzert der Ritter von St. Sylvester im St. Regis Rome Grand Hotel auf. Masuda spielte auch sein Signature Model des KAWAI Piano CR-1M. Dieses seltene Klavier ist auf fünf Stücke und einen Wert von 1 Million Euro pro Stück limitiert.

### 2020er Jahre
Am 21. Dezember 2021 veröffentlichte Kento Masuda sein 11. Album „KENTOVERSE“, welches von Masuda und dem mehrfach preisgekrönten Produzenten Gary Vandy, produziert wurde. Es verwendet HiRes, FLAC, wie den 24-Bit-96-kHz-Prozess für eine überragende Klangqualität. Jede Komposition vermittelt Emotionen in einer komplizierten Mischung von Tönen, einer Matrix aus Rhythmus und Tönen. Zu den Meilensteinen dieses Albums gehört der Kompositionsauftrag vom freimaurerischen Thema des Allmächtiger Baumeister aller Welten bis hin zu einem königlichen Marsch für das Haus Rurikovich, wo Masuda auch mit dem Grafentitel geehrt wurde. Wo Stille die Seele von allem ist, wo der Himmel ins Herz eindringt und zum Universum wird, wo die Zeit nicht mehr existiert, wo der Augenblick die Ewigkeit ist. Es gibt Momente, die unser Leben prägen, Momente, in denen die Zeit in zwei Teile geteilt wird: vorher und nachher.
Am 25. Dezember 2022 nahm Masuda eine Einladung an, bei der Eröffnungszeremonie der neuen öffentlichen Einrichtungen von Katori City, Japan, zu sprechen. Er gab eine eigentümliche Darbietung, ein Solo-Klavierkonzert. Am Morgen nach der Eröffnungszeremonie sprach Masuda vor den Mitgliedern des japanischen Repräsentantenhauses. Tagsüber begeisterte er das Publikum eine Stunde lang mit einer Auswahl seiner Klavierkompositionen.
Neben anderen Kooperationen und musikalischen Darbietungen ist Kento Masuda eine Kooperationspartnerschaft mit der Europäischen Stiftung zur Förderung der Kultur in Europa eingegangen. Im Rahmen dieser Zusammenarbeit wird er eine Reihe von Live-Shows mit Kompositionen aus seinem neuesten Album, Kentoverse, aufführen.

## Stil und Einflüsse
In einem Interview erklärte Masuda, dass er von Johann Sebastian Bach („Seine Musiktheorien wirken sich auch heute noch aus, eigentlich auf die gesamte Musik.“) und von Alan Menken („Die Musik der Disney-Filme verzaubert die Zuschauer und verspricht immer ein Happy-End.“) beeinflusst worden sei.
Masuda trägt offiziell die Schuhe von Gianni Gallucci.

## Ehrungen und Auszeichnungen
- 2014: Titel Maestro, Auszeichnung von Monsignore Luigi Casolini, die an die Ritter des Silvesterordens für ihre musikalischen Verdienste und Wohltätigkeit vergeben wird.[36][37][38][39][40]
- 2016: Titel „Ritter“. Ausgezeichnet von S.A.S. Prinz Don Basilio Cali Rurikovich, verliehen an den Malteserorden.[21]
- 2016: Titel „Knight Commander“. Geehrt von H.R. & I.H. Großfürst Jorge Rurikovich, verliehen an den Orden der Rurik-Dynastie.[41][42][21]
- 2017: Titel „Ritterkommandeur“, verliehen von Don Michele Maria Biallo zum Edlen Orden des Heiligen Georg von Rougemont (Confrèrie de Rougemont).[43][44]
- 2017: Ausgezeichnet von der Artisan World Festival Peace International Initiative, ausgezeichnet mit dem Music, Performance & Humanitarian Award.[21]
- 2018: Titel „Knight“, eine Auszeichnung von Don Basilio Cali an den Souveränen Malteserorden.[45]
- 2018: Titel „Großkreuz“, verliehen von República Federativa do Brasil zum Verdienstorden für Bildung und Integration.[46][21][30]
- 2019: Titel „Earl“, eine Auszeichnung, verliehen von Großfürst Hans Máximo Cabrera Lochaber Rurikowitsch des Souveränen königlichen und kaiserlichen Hauses von Rurikovich.[43][47]
- 2019: Titel „Kommandant“. Geehrt von der Souveränen Heraldischen Institution, verliehen an den Universellen Friedensorden der Brasilianischen Heraldik.[48][21]
- 2020: Goldmedaille des Humanistischen Instituts des Nationalrates in Paris, Frankreich.[21]
- 2020: Geehrt von der Weltorganisation für Menschenrechte (Mitglied der Vereinten Nationen), verliehen an die Anerkennungsurkunde.[21]
- 2022: Ghana-Titel „Geadelter Ritter“. Geehrt von Oheneba Nana Kame Obeng II, verliehen an das Königshaus von Sefwi Obeng-Mim.[49]

## Diskografie

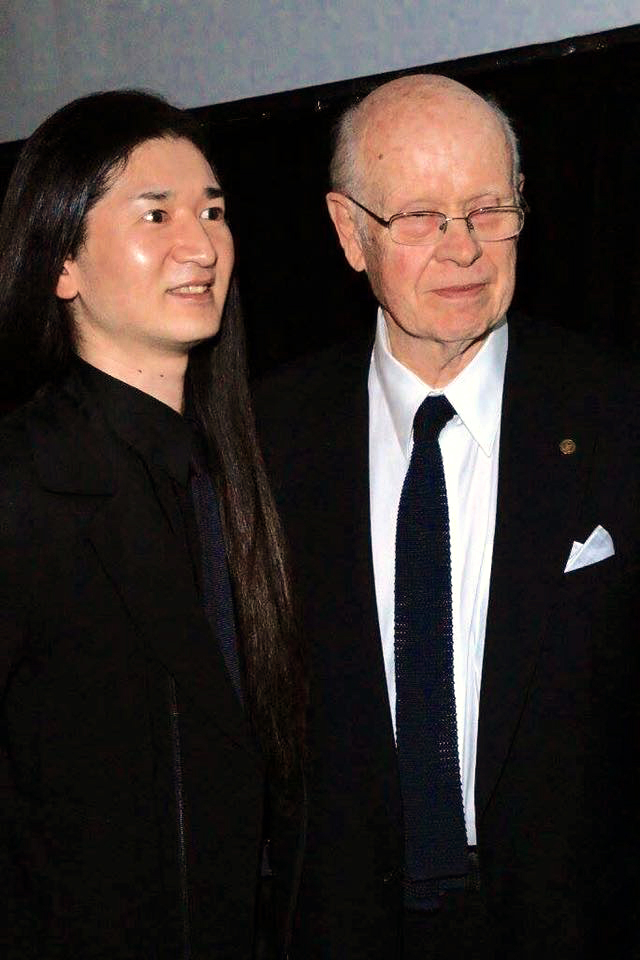
Kento Masuda mit Claes Nobel

### Studioalben
|    | Titel              | Erscheinungsdatum  |
| -- | ------------------ | ------------------ |
| 1  | Wheel of Fortune   | 24. Dezember 1992  |
| 2  | Fouren             | 14. Februar 1995   |
| 3  | MYOJYOW            | 19. Juni 1998      |
| 4  | MEMORIES           | 26. Oktober 1999   |
| 5  | Music Magic        | 18. Oktober 2000   |
| 6  | HANDS              | 26. August 2003    |
| 7  | GlobeSounds        | Juni 13, 2006      |
| 8  | Light Speed+       | 11. September 2010 |
| 9  | All in the Silence | 26. September 2012 |
| 10 | Loved One          | 16. April 2014     |
| 11 | KENTOVERSE         | 21. Dezember 2021  |

### Musikfilm
|   | Titel         | Erscheinungsdatum |
| - | ------------- | ----------------- |
| 1 | Godsend Rondo | 11. November 2011 |

## Bücher
|   | Titel              | Erscheinungsdatum  |
| - | ------------------ | ------------------ |
| 1 | Hands : solo piano | 2003               |
| 2 | All in the Silence | 26. September 2012 |

## Auszeichnungen und Nominierungen
| Jahr | Auszeichnung                               | Nominiertes Stück     | Kategorie                             | Ergebnis  |
| ---- | ------------------------------------------ | --------------------- | ------------------------------------- | --------- |
| 2010 | 2003 International Songwriting Competition | Tree                  | Instrumental                          | Gewonnen  |
| 2012 | 2003 International Songwriting Competition | Externalnet           | Instrumental                          | Nominiert |
| 2012 | 2003 International Songwriting Competition | Tree                  | Instrumental                          | Gewonnen  |
| 2013 | 2003 International Songwriting Competition | Tree                  | Instrumental                          | Nominiert |
| 2014 | 2003 International Songwriting Competition | Oath Path             | Instrumental                          | Gewonnen  |
| 2014 | 2003 International Songwriting Competition | Addicted              | Instrumental                          | Nominiert |
| 2014 | 2003 International Songwriting Competition | Tree                  | Instrumental                          | Nominiert |
| 2015 | Hollywood Music in Media Awards            | Tree                  | World                                 | Nominiert |
| 2015 | Global Music Awards                        | Addicted              | Composition                           | Gewonnen  |
| 2015 | Global Music Awards                        | Loved One             | Album                                 | Gewonnen  |
| 2016 | American Songwriting Awards                | „Oath Path“           | Instrumental                          | Nominiert |
| 2016 | American Songwriting Awards                | „Tree“                | World                                 | Nominiert |
| 2016 | Hollywood Music in Media Awards            | „Addicted“            | Jazz                                  | Nominiert |
| 2016 | Akademia Music Awards                      | „Loved One“           | Instrumental                          | Gewonnen  |
| 2017 | Accolade Global Film Competition           | „Godsend Rondo“       | Arts / Cultural / Performance / Plays | Gewonnen  |
| 2017 | Best Shorts Competition                    | „Godsend Rondo“       | Arts / Cultural / Performance / Plays | Gewonnen  |
| 2017 | Los Angeles Film Awards                    | „Godsend Rondo“       | Music Video                           | Gewonnen  |
| 2017 | Festigious International Film Festival     | „Godsend Rondo“       | Music Video                           | Gewonnen  |
| 2017 | Top Shorts Film Festival                   | „Godsend Rondo“       | Music Video                           | Gewonnen  |
| 2017 | New York Film Awards                       | „Godsend Rondo“       | Music Video                           | Gewonnen  |
| 2017 | Hollywood Music in Media Awards            | “Little Tokyo Poetry” | Instrumental                          | Nominiert |
| 2017 | Actors Awards Los Angeles                  | „Godsend Rondo“       | Music Video                           | Gewonnen  |
| 2022 | Song of the Year                           | „Addicted“            | Instrumental                          | Gewonnen  |

## Persönliches Leben
Kento Masuda ist mit Ana Alina Masuda verheiratet. Ihre offizielle Hochzeit fand am 28. Oktober 2022 in Japan statt. Der Organisator der Veranstaltung war Herr Seiichi Sugasawa, der Onkel von Kento Masuda und Eigentümer der Firma Marumiya. Die große Hochzeitszeremonie findet am Heiligabend 2023 in der St. Francisco-Kirche in Chiba statt und der Empfang für die Gäste wird im Nikko Narita Hotel arrangiert, das in der Nähe des Narita International Airport (NRT) liegt.
Die Liebesgeschichte von Kento Masuda und Ana Alina Masuda begann im Herbst 2020. Als Kento Masuda über ihr erstes Treffen nachdachte, beschrieb sie es als „Treffen von Seelen, die einander gesucht und lange gewartet haben“. Ihre Verbindung wurzelt, wie er ausführte, in „Verwandtschaft und Empathie, durchzogen von dünnen Seelenfäden.“
Ihre Geschichte hat angesichts der globalen COVID-19-Pandemie eine besondere Bedeutung erlangt, da das Paar ihre Beziehung als „ein virtuelles gemeinsames Leben, das die geografische Distanz zwischen Japan und Europa überbrückt“ beschreibt. Als die internationalen Grenzen wieder geöffnet wurden, begab sich Ana Alina Masuda auf den ersten internationalen Flug von Europa nach Japan. Nur sechs Tage nach ihrer Ankunft in Japan tauschte das Paar seine Gelübde und bekräftigte seine tiefe Verbundenheit zueinander.
In Übereinstimmung mit den nationalen Gesetzen Italiens wurde Ana Alina Masuda der Titel Ihrer Hoheit Gräfin Ana Alina Masuda verliehen, als sie in Japan eine internationale Ehe mit Kento Masuda einging.